# Rémy Kolpa Kopoul
Pour les articles homonymes, voir RKK.
 (avril 2016).
Rémy Kolpa Kopoul, surnommé RKK, né le 23 février 1949 à Boulogne-Billancourt (Seine) et mort le 3 mai 2015 à Locmaria-Plouzané (Finistère), est un journaliste et animateur de radio français.
Grand amateur de musique, il fut animateur sur Radio Nova, où il a assuré régulièrement des chroniques musicales malgré, ou grâce à une voix au timbre particulier et à une diction improbable. Il est reconnu comme ayant été l'un des grands connaisseurs de la culture brésilienne en France.

## Biographie
Rémy Kolpa Kopoul est orphelin très jeune de son père mort d'une crise cardiaque en 1956 ; fils unique il pioche selon ses dires dans la discothèque de celui-ci dont les goûts assez éclectiques (allant d'Édith Piaf au jazz, y compris le bebop) lui ouvrent l'oreille musicale. Adolescent, il participe parfois au Pop Club de José Artur pour y passer des disques de son choix.
Marqué comme beaucoup de jeunes de son époque par mai 68, il s'engage à la Gauche prolétarienne, notamment à Vincennes où il milite plus qu'il n'étudie selon ses propres dires.
Rémy Kolpa Kopoul fait partie, en 1973, des fondateurs de Libération où il commence par quelques reportages (au Portugal entre autres) puis devient rapidement le spécialiste de la musique de 1975 à 1986.
Voyageant souvent au Brésil depuis 1977, il enquête pour Libération en 1979 sur l'émergence d'un certain Lula, leader ouvrier de São Paulo.
Rémy Kolpa Kopoul est un des premiers à lancer la vague de ce qui allait être la « World Music » ; il découvre et aide de nombreux artistes étrangers à se faire connaître en France, dont Mayra Andrade et Yuri Buenaventura, entre autres. Il organise les tournées brésiliennes de Kassav’, Manu Dibango, Salif Keïta et fait tourner, en Europe, les plus grandes voix brésiliennes comme Caetano Veloso, João Gilberto, Chico Buarque, Gilberto Gil, João Bosco… Il programme des festivals brésiliens et de jazz, en France, tel le Nice Jazz Festival, de 1994 à 1996, et conçoit des reportages musicaux pour la télévision.
Animateur de radio depuis les années 1960, il participe, un temps (alors qu'il est encore lycéen), au tout jeune Pop-club de José Artur, sur France inter. Il rejoint Radio Nova en 1992 et présente, durant sept saisons, Les Voyages improbables, avec Jean-François Bizot, créateur de la chaîne. Il y anime alors le programme Contrôle discal.

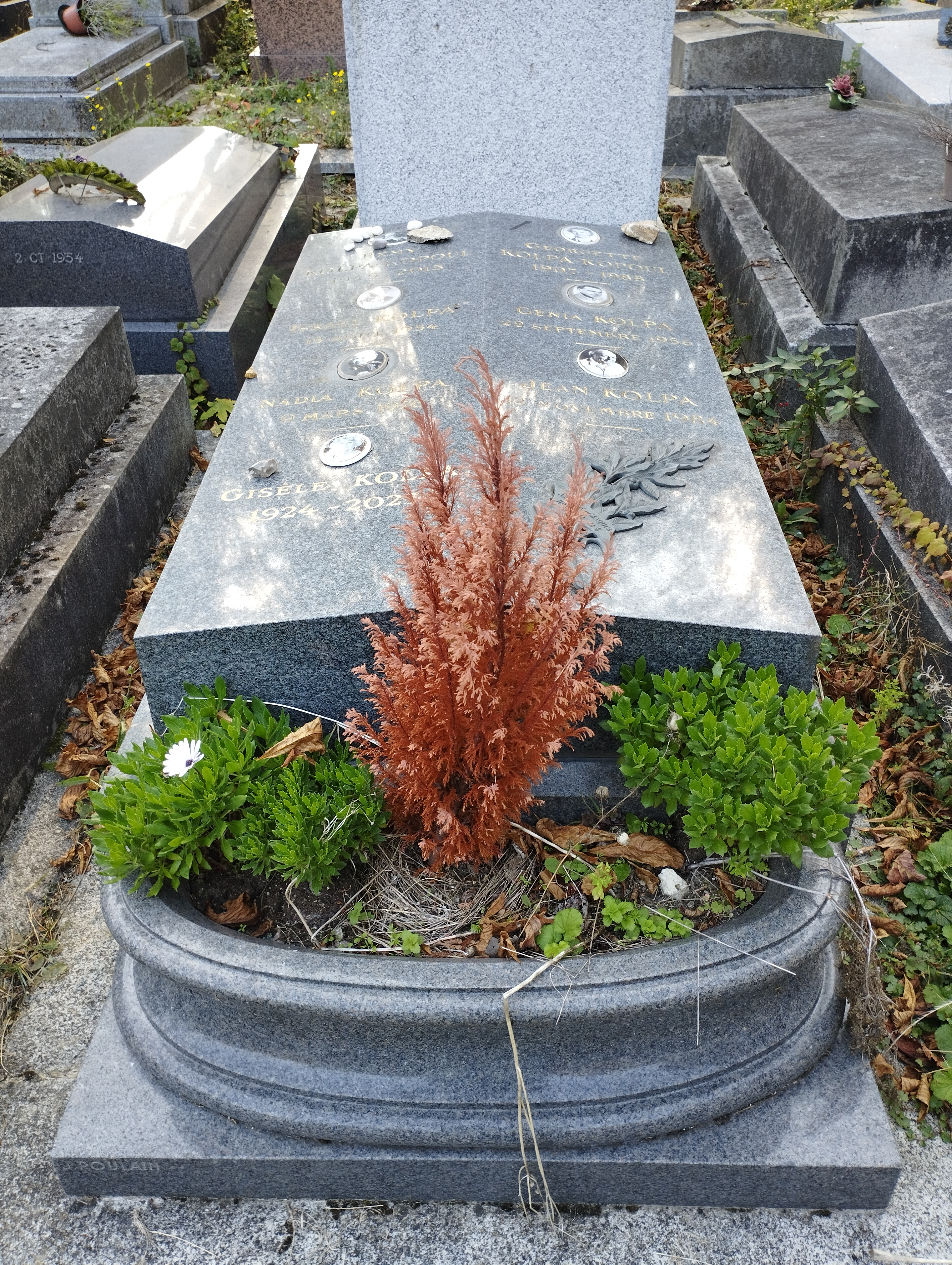
Tombe de Rémy Kolpa Kopoul au cimetière du Père-Lachaise (division 84).

Il est également animateur à la radio TSF 89.9 devenu TSF Jazz en septembre 2008 dans les années 1999-2000.
Sous le pseudonyme de DJ RKK, il anime, aux platines, depuis les années 1990, des soirées à Paris, dans les grands festivals et sur les scènes du monde, de la Chine au Canada, du Japon au Brésil. À partir 2008, il organise un rendez-vous hebdomadaire au Jamel Comedy Club, « Lundi, c’est Rémy », où il accueille des musiciens du monde entier, pour des showcases.
Il figure dans la distribution des films Avida de Benoît Delépine et Gustave Kervern, où il interprète un personnage atypique pendant quelques minutes, en trio avec Gustave Kervern, et Mammuth ; il est également présent dans Last Song de Dennis Berry (1985), et dans Bahia de tous les saints de Nelson Pereira Dos Santos (1986).
Il meurt à l'âge de 66 ans le 3 mai 2015 à Locmaria-Plouzané,, et est inhumé dans le caveau familial au cimetière du Père-Lachaise (division 84).

## Ouvrage
En collaboration :
- Saúl Escalona et Claude Fell, La salsa : "pa' bailar mi gente" : un phénomène socioculturel, Éditions l'Harmattan, 1998, 173 p. (ISBN 978-2-7384-6690-7, lire en ligne)

## Discographie
Rémy Kolpa Kopoul est l'auteur de plusieurs compilations :
- Album Brasil do futuro (Label Naïve, 2006)
- Album Latino del futuro (Label Naïve, 2008)
- Album EleKtropiK (Label Naïve, 2010)